# Vláda Mari Kiviniemiové

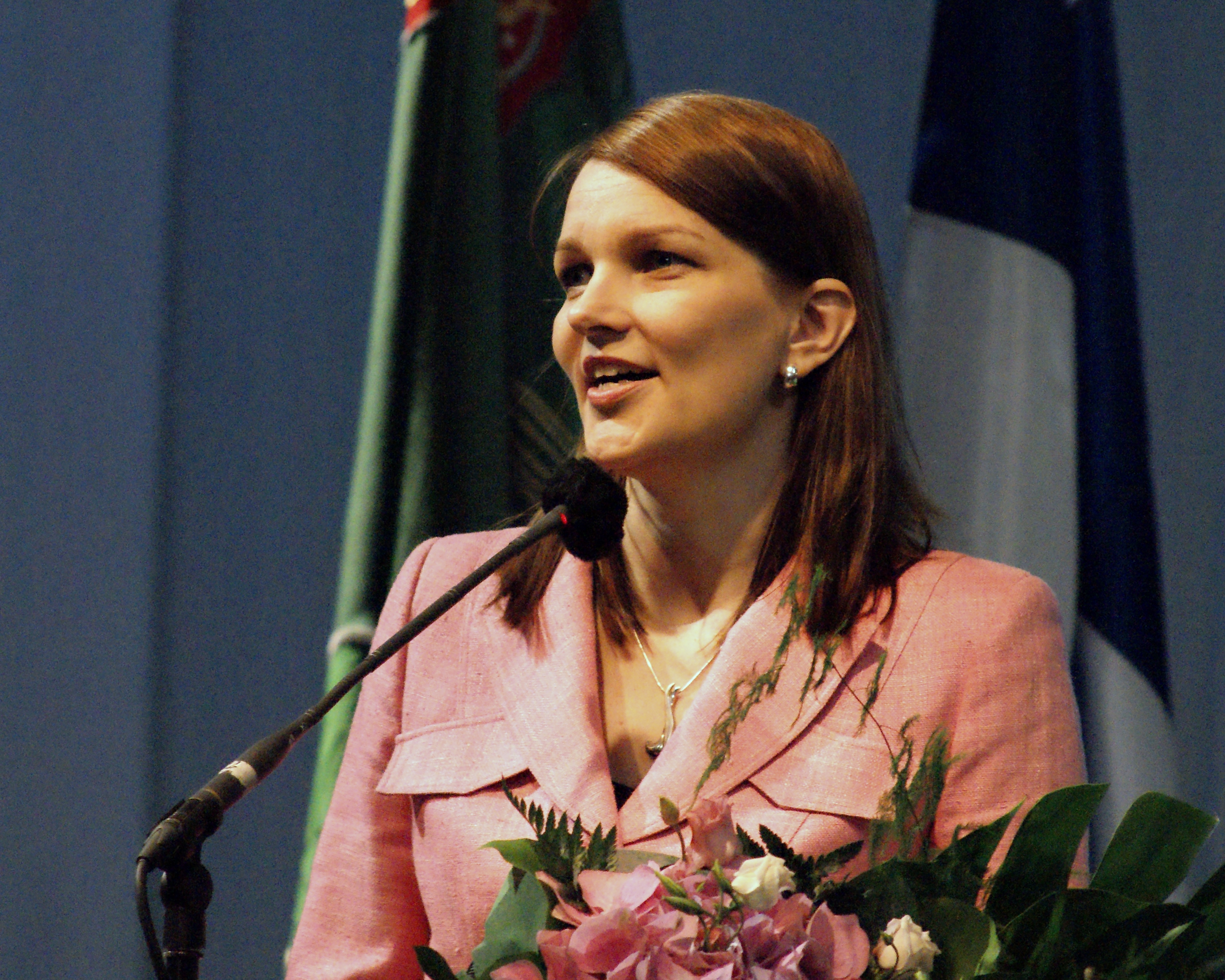
Předsedkyně vlády Mari Kiviniemiová.

Vláda Mari Kiviniemiové byla od 22. června 2010 do 22. června 2011 vládou Finské republiky. Vládu tvořili zástupci strany Finský střed, středopravicové Národní koaliční strany, Zeleného svazu a Švédské lidové strany.

## Složení vlády
| Portfej                                       | Ministr                 | Strana | Strana                  | Nástup do úřadu | Odchod z úřadu  |
| --------------------------------------------- | ----------------------- | ------ | ----------------------- | --------------- | --------------- |
| Předsedkyně vlády                             | Mari Kiviniemiová       |        | Finský střed            | 22. června 2010 | 22. června 2011 |
| Místopředseda vlády a ministr financí         | Jyrki Katainen          |        | Národní koaliční strana | 22. června 2010 | 22. června 2011 |
| Ministr zahraničních věcí                     | Alexander Stubb         |        | Národní koaliční strana | 22. června 2010 | 22. června 2011 |
| Ministr zahraničního obchodu a rozvoje        | Paavo Väyrynen          |        | Finský střed            | 22. června 2010 | 22. června 2011 |
| Ministryně spravedlnosti                      | Tuija Braxová           |        | Zelený svaz             | 22. června 2010 | 22. června 2011 |
| Ministryně vnitra                             | Anne Holmlundová        |        | Národní koaliční strana | 22. června 2010 | 22. června 2011 |
| Ministryně imigrace a evropských záležitostí  | Astrid Thorsová         |        | Švédská lidová strana   | 22. června 2010 | 22. června 2011 |
| Ministr obrany                                | Jyri Häkämies           |        | Národní koaliční strana | 22. června 2010 | 22. června 2011 |
| Ministr veřejné správy a místní samosprávy    | Tapani Tölli            |        | Finský střed            | 22. června 2010 | 22. června 2011 |
| Ministryně školství                           | Henna Virkkunenová      |        | Národní koaliční strana | 22. června 2010 | 22. června 2011 |
| Ministr kultury a sportu                      | Stefan Wallin           |        | Švédská lidová strana   | 22. června 2010 | 22. června 2011 |
| Ministryně zemědělství a lesnictví            | Sirkka-Liisa Anttilaová |        | Finský střed            | 22. června 2010 | 22. června 2011 |
| Ministryně dopravy                            | Anu Vehviläinenová      |        | Finský střed            | 22. června 2010 | 22. června 2011 |
| Ministr spojů                                 | Suvi Lindén             |        | Národní koaliční strana | 22. června 2010 | 22. června 2011 |
| Ministr ekonomických záležitostí              | Mauri Pekkarinen        |        | Finský střed            | 22. června 2010 | 22. června 2011 |
| Ministryně práce                              | Anni Sinnemäkiová       |        | Zelený svaz             | 22. června 2010 | 22. června 2011 |
| Ministr sociálních věcí a zdraví              | Juha Rehula             |        | Finský střed            | 22. června 2010 | 22. června 2011 |
| Ministryně zdravotní a sociální péče          | Paula Risikková         |        | Národní koaliční strana | 22. června 2010 | 22. června 2011 |
| Ministryně životního prostředí                | Paula Lehtomäkiová      |        | Finský střed            | 22. června 2010 | 22. června 2011 |
| Ministr bytové politiky a severské spolupráce | Jan Vapaavuori          |        | Národní koaliční strana | 22. června 2010 | 22. června 2011 |